# Roger Torres
Roger Mauricio Torres Torres (Barrancabermeja, 13 luglio 1991) è un calciatore colombiano, centrocampista dell'Once Caldas.

## Carriera

### Club
Torres ha giocato nella squadra giovanile dell'Envigado prima di passare all'Alianza Petrolera della seconda divisione colombiana. Ha debuttato nel febbraio del 2008, segnando un gol durante la stagione. Il 16 luglio 2009 ha firmato per l'América de Cali della prima divisione colombiana. Ha giocato come titolare in tutte le 15 partite a cui ha preso parte, debuttando contro il Santa Fe.
Torres viene poi ceduto in prestito al Philadelphia Union della Major League Soccer dall'América de Cali dopo aver impressionato durante il suo tempo lì.
Il 10 aprile 2010 ha fatto il suo primo assist nel Philadelphia Union. Lo ha fatto servendo Sébastien Le Toux al quarto minuto di gioco.

## Palmarès

### Club

#### Competizioni nazionali
- Súper Liga: 1

Atlético Junior: 2019